# Boekelo (Enschede)
Pour les articles homonymes, voir Boekelo.
Boekelo est un village situé dans la commune néerlandaise d'Enschede, dans la province d'Overijssel. Le 1er janvier 2008, le village comptait 1 912 habitants.